# Kriva Ćuprija

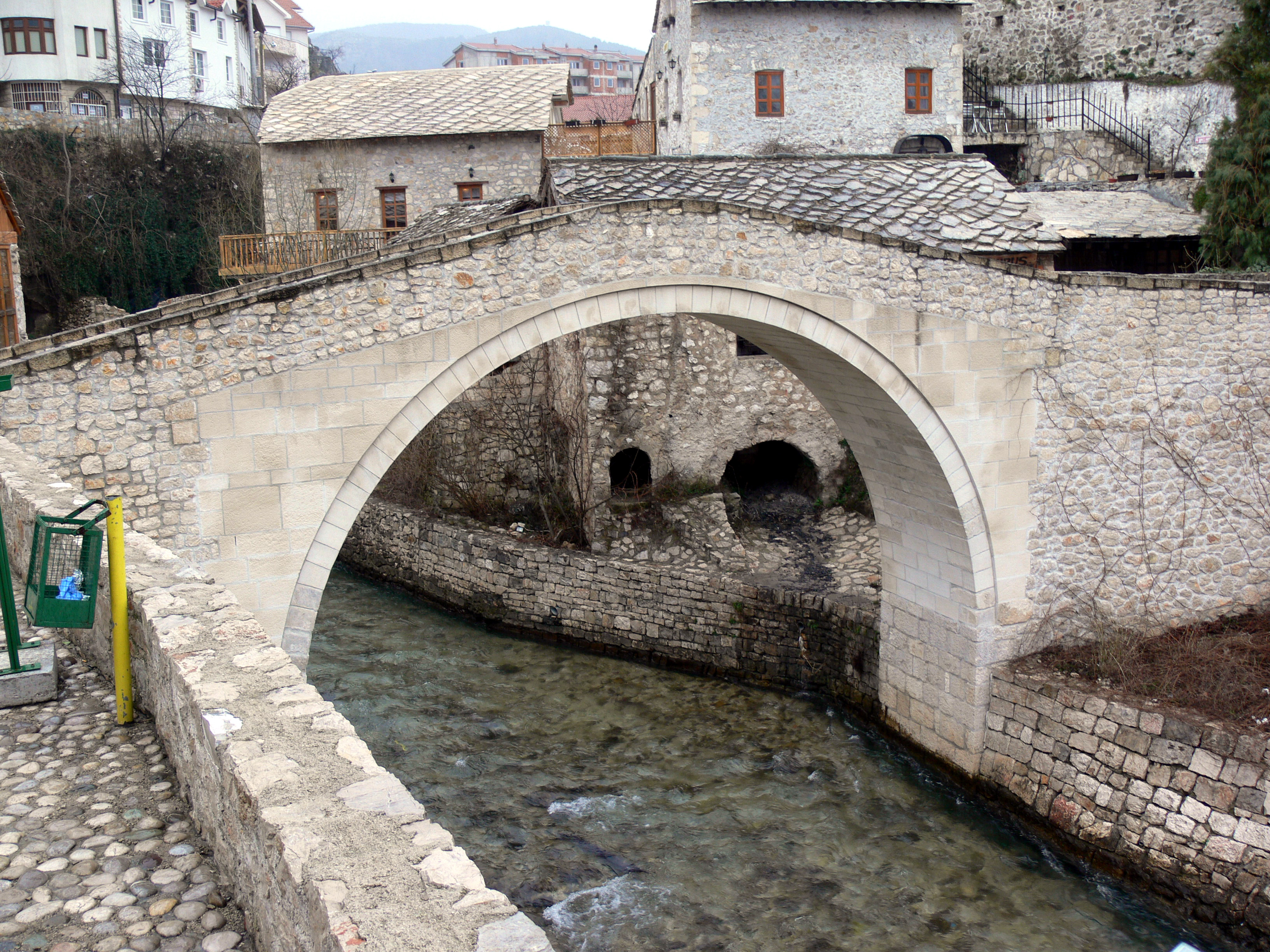
Kriva Ćuprija, 2006

Kriva Ćuprija (bosnisch; deutsch „Krumme Brücke“) ist eine kleine Brücke aus der osmanischen Zeit in Mostar in Bosnien und Herzegowina.
Weder die genaue Bauzeit noch der Architekt sind bekannt. Einer unbelegten Legende zufolge soll es sich um den osmanischen Architekten Mimar Hajrudin, einen Schüler des Architekten Sinan, gehandelt haben.
Die Brücke überspannt wenige Meter westlich der Brücke Stari most den Fluss Radobolja. Der Brückenbogen ist halbkreisförmig mit einer Spannweite von 8,56 Metern und einer Höhe von 4,15 Metern ausgeführt. Der Zugang zur Brücke erfolgt über Steintreppen.
Die Brücke gehört zur UNESCO-Weltkulturerbestätte des Gebiets um die Stari most und der Altstadt von Mostar.